# Casa al carrer Barcelona, 1 (Tona)
La Casa al carrer Barcelona, 1 és una obra de Tona (Osona) inclosa a l'Inventari del Patrimoni Arquitectònic de Catalunya.

## Descripció
Casa de notables dimensions.
A la planta baixa hi ha tres grans portals de pedra treballada amb arc rebaixat. Al primer pis hi ha cinc balcons amb ferro forjat i obertures quadrangulars i a les golfes hi ha quatre finestres i un petit porxo amb dos arcs rebaixats.
En una de les llindes del balcó hi ha la inscripció "Adjutori Vilalta 1882" i també la data de 1877.
Les bigues estan aguantades i acabades amb permòdols de fusta.

## Història
L'edificació de la casa es realitzà després de la descoberta d'aigües sulfuroses a l'any 1875, data a partir de la qual es construïren moltes cases, carrers i xalets a Tona, donant-li una nova fesomia urbanística.